# Projet Fugo

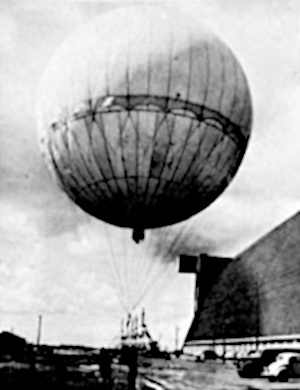
Fūsen bakudan, découvert et photographié par la US Navy

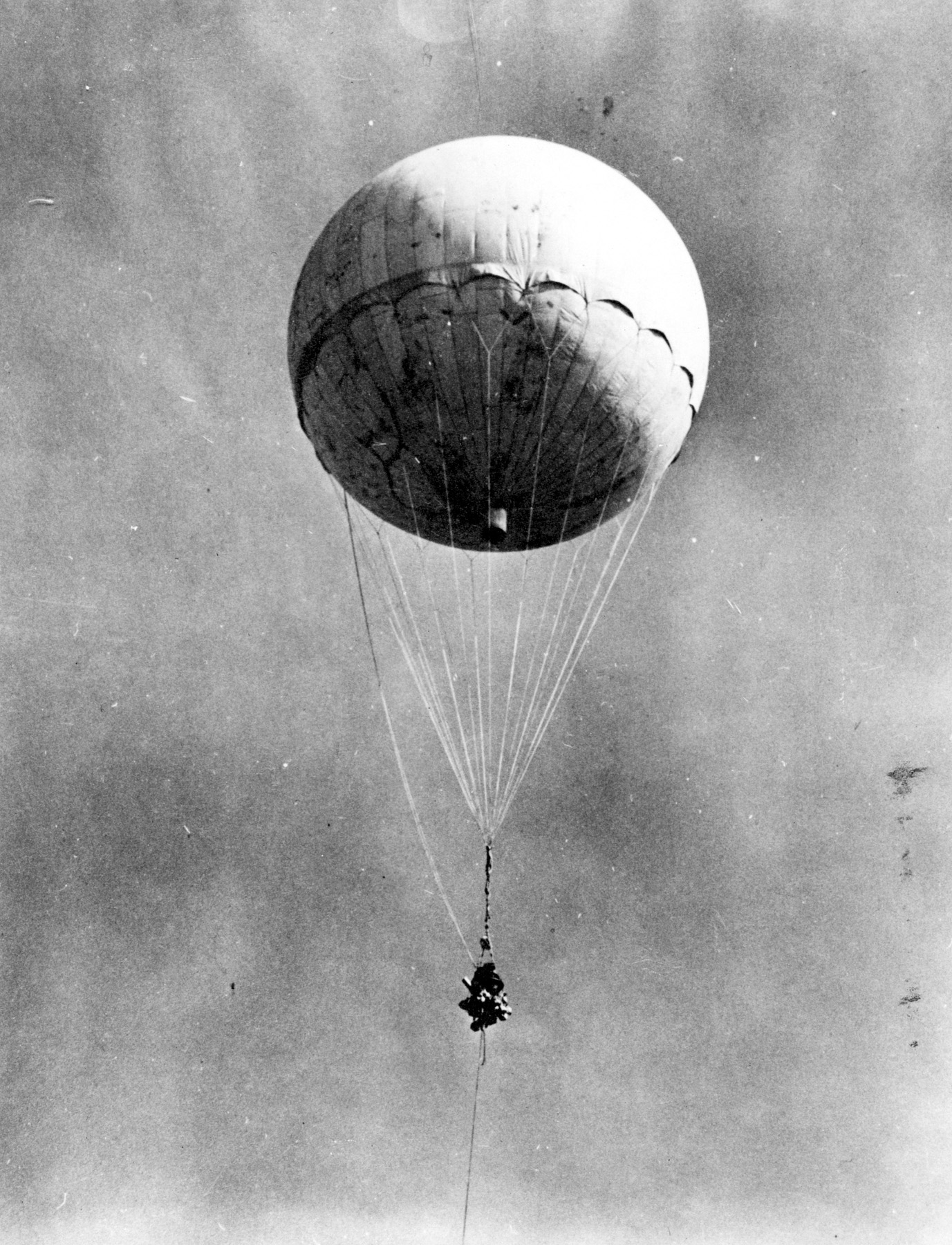
Un ballon japonais abattu en 1945, puis regonflé par les Américains en Californie.

Le projet Fugo, signifiant projet « série 2 » ou « type B », est une campagne de bombardement des côtes nord-américaines lancée par le Japon durant la Seconde Guerre mondiale. Des ballons à gaz sans équipage, nommés fūsen bakudan (風船爆弾, mot à mot « ballon-bombes ») ou Fu-gō heiki (ふ号兵器), ont été lâchés des plages de Honshu. Ils étaient faits de papier de mûrier (Washi) et de colle à base de konnyaku. Pour atteindre leur cible à plus de 10 000 km de distance et y lâcher des bombes incendiaires et explosives, ils dérivaient dans de forts courants d'altitude, appelés courants-jets. Ces derniers avaient été découverts dans les années 1920 par Ōishi Wasaburō.
De novembre 1944 à avril 1945, sur 9 300 ballons lâchés par les Japonais, moins de 500 ont touché au but, la plupart sans exploser.

## Description des ballons
Les ballons mesuraient 10 mètres de diamètre et contenaient 540 m3 d’hydrogène. Ils devaient transporter une nacelle, quatre bombes incendiaires, une bombe anti-personnel, 36 sacs de sable comme lest et tout l’équipement de contrôle, soit au total 454 kg. Ils étaient confectionnés de papier de mûrier que des jeunes filles produisaient dans leur école transformée en usine pour l'occasion. Elles travaillaient 12 heures par jour contre leur gré. La préparation du projet fut assez longue à cause des problèmes techniques rencontrés. L’hydrogène dans les ballons prend de l’expansion en s’élevant à cause de la plus faible pression. À cela s’ajoute l’expansion due au réchauffement diurne, la contraction due à la température plus froide la nuit et les pertes par des fuites dans le ballon.
Les ingénieurs durent donc inclure un système de contrôle de l’altitude par altimètre. Ce dernier commandait un mécanisme de relâche des sacs de sable, attachés à une roue en aluminium, si le ballon descendait trop bas. Si le ballon montait au-dessus de 11,6 km d’altitude ou que la pression interne menaçait de faire exploser le ballon, une valve s’ouvrait et laissait un peu d’hydrogène s’échapper du ballon.
Il y avait juste assez de lest et d’hydrogène pour un cycle nuit/jour de trois jours, la durée de la traversée prévue. Le mécanisme électrique qui relâchait les sacs de sable, en allumant une petite quantité de poudre à canon, était alors utilisé une dernière fois pour allumer une mèche de 19 mètres au centre de la nacelle. Après avoir pris 84 minutes à brûler, la mèche faisait exploser une petite charge près du ballon, ce qui le faisait éclater.
Quelques ballons furent lancés par la Marine impériale, nommés « modèle A ». Ils étaient faits de soie enrobée de caoutchouc, avaient une radio pour les suivre par télémétrie et ne transportaient aucun armement. Par contre, l’Armée impériale utilisa des ballons en washi, un papier aux longues fibres de mûrier entrelacées connu pour sa légèreté, sa flexibilité, sa solidité et son imperméabilité. Elle commanda 10 000 ballons faits de ce matériel qui devinrent le « Modèle B ». Ce papier arrivait en feuilles de la taille d’une carte routière et devait être assemblé grâce à une colle comestible appelée konnyaku dans des stades de sumo, des théâtres et autres grandes pièces. Un grand nombre des travailleurs étaient des adolescentes aux doigts agiles qui devaient porter des gants afin d’empêcher leurs ongles de couper le ballon.

## Déroulement de la campagne

### Lancement

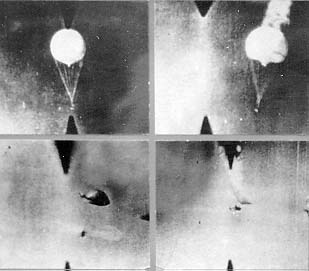
Photo des ballons du projet Fugo prises près des Aléoutiennes.

Le fūsen bakudan fut proposé par le général Sueyoshi Kusaba du laboratoire tactique de la neuvième armée du Japon,. Il s’agissait de la quatrième campagne d’attaques contre l’Amérique du Nord et visait à venger les bombardements de 1942 du raid de Doolittle sur le Japon. Il planifiait le lancer des ballons en hiver pour utiliser le courant-jet qui, en cette saison, est à son maximum d’intensité et orienté le plus d’ouest en est. Il reçut l'aide du directeur de l'Observatoire météorologique central, Sakuhei Fujiwhara, pour la planification des vols,. Ce courant à environ 9 km d’altitude peut faire traverser l’océan Pacifique à un aérostat en environ 3 jours à cette période.
Les premiers tests furent effectués en septembre 1944 et furent concluants,. Les premiers raids américains par des B-29 sur le sol japonais attisèrent la détermination du haut commandement japonais et le premier lâcher fut effectué le 3 novembre 1944, à partir de l’île de Honshū. Les lancements se succédèrent jusqu’en avril 1945. En tout, c’est un peu plus de 9 000 ballons qui furent lâchés par les hommes du général Kusaba.
Des ballons furent retrouvés aux États-Unis de l’Alaska à la Californie et aussi loin à l’est que le Texas, le Kansas et l’Iowa. On les a retrouvés également au Mexique et au Canada, de la côte Ouest jusqu’au Manitoba. L’armée japonaise estimait qu’environ 10 % atteindraient la côte nord-américaine. Bien que seulement 300 fussent retrouvés, les chercheurs dans le domaine estiment que ce pourcentage était réaliste et que 600 sont probablement tombés dans les régions peu peuplées couvertes de forêts, de déserts ou de lacs.
Initialement, les autorités américaines et canadiennes ne crurent pas que les ballons pouvaient avoir été lâchés du Japon. L’hypothèse principale était que des sous-marins avaient débarqué des troupes sur les plages de la côte Ouest pour y effectuer l’opération. Certains pensèrent même que c’était des prisonniers de guerre allemands ou des internés japonais qui avaient organisé la chose. Cependant, en faisant analyser le contenu des sacs de sable servant de lest par l’unité militaire du United States Geological Survey, les chercheurs se rendirent compte que la composition de ces derniers et les débris biologiques, comme les bacillariophytas, qu’ils contenaient ne pouvaient provenir que des plages de la région de Honshu. L’analyse finale ne vint qu’au printemps 1945 et ne fut qu’informative puisque le projet Fugo avait déjà pris fin.

### Effets
Des 300 ballons retrouvés, très peu causèrent des dommages. Quelques ballons provoquèrent des incendies de forêt rapidement éteints. En effet, durant l'hiver, la côte ouest du continent nord-américain est très pluvieuse et l'intérieur des terres est soumis à un climat très froid et neigeux. Le risque d'incendie est donc très faible.
Le 10 mars 1945, un des derniers ballons s’écrasa près du laboratoire national de Hanford dans l’État de Washington, un des sites reliés au projet Manhattan. Ceci causa une panne sur la ligne électrique alimentant le système de refroidissement du réacteur nucléaire mais l’alimentation d’urgence évita le pire.
Le 5 mai 1945, le pasteur Archie Mitchell et son épouse Elsie accompagnaient cinq enfants de leur école du dimanche pour une excursion en forêt près de Bly (Oregon). La petite Joan Patzke trouva un des ballons qu'elle essaya de tirer à elle. La bombe associée au ballon détona, tuant Elsie Mitchell et les cinq enfants : Dick Patzke (14 ans)  et sa sœur Joan (13 ans), Jay Gifford (13 ans), Edward Engen (13 ans), Sherman Shoemaker (11 ans). Le pasteur s'en tira car il était un peu en retrait du groupe. Il s'agit des seuls morts attribués au projet Fugo, et des seules victimes civiles de la Seconde Guerre mondiale sur le territoire continental des États-Unis.
Aux États-Unis, sept ballons furent retrouvés par des civils et remis à l’armée américaine. Ils provenaient du Nevada, du Texas, du Nouveau-Mexique, du Michigan et même de la banlieue de Détroit. Des avions de chasse furent envoyés pour les intercepter mais vu l’altitude et la vitesse de croisière des ballons, ils furent peu efficaces. Moins de vingt furent descendus. Un des chasseurs de l’armée américaine réussit à faire atterrir un ballon en le poussant. Comme aucune explosion ne s’ensuivit, les militaires purent examiner l’appareil.
Deux ballons rebroussèrent chemin vers le Japon sans y causer de dommages.

### Censure
Au début de 1945, le public commença à avoir des soupçons alors que des ballons furent rapportés par plusieurs personnes et que des explosions furent entendues. Entre autres, des témoins décrivirent la chute de ce qui ressemblait à un parachute à Thermopolis au Wyoming. Cette chute avait été suivie d’une explosion créant un cratère et ils avaient retrouvé du shrapnel aux alentours. Un article dans le Newsweek, intitulé « Balloon Mystery », décrivit l'événement et fut repris par quelques journaux les jours suivants.
Les autorités demandèrent aux médias de ne pas faire écho à ces incidents pour deux raisons : on voulait laisser l'ennemi dans l'ignorance quant aux résultats afin qu'il abandonne, croyant que la campagne n'avait aucun effet, et on ne voulait pas créer de panique dans la population. De plus, bien que les bombes retrouvées fussent incendiaires, on connaissait l'existence des recherches japonaises en guerre biologique faites par l'unité 731 à Pingfan en Mandchourie. On craignait donc que des bombes biologiques soient utilisées si les résultats de la campagne étaient connus de l'ennemi. Les journaux et postes de radio acquiescèrent à cette demande et ne rapportèrent plus d’incidents liés aux ballons. Grâce à cette mesure, les Japonais ne purent apprendre que ce qui était arrivé à un de leurs ballons au Wyoming et abandonnèrent après six mois, juste au moment où la saison des feux de forêts allait commencer.
Cette censure ne fut levée que lorsque six personnes furent tuées à la suite de l'incident mortel du 5 mai. Les autorités jugèrent qu’il était plus important d’alerter la population, qui commençait à se rendre en forêt après l’hiver, que de garder le secret. À ce moment, deux des trois usines de production d’hydrogène du Japon avaient été détruites par les bombardements américains, ce qui handicapait sérieusement la campagne de lancement.

## Épilogue
En 1950, un monument fut érigé à 110 kilomètres au nord-est de Klamath Falls (Oregon) à la mémoire des seules victimes des ballons : Elsie Mitchell, Edward Engen, Jay Gifford, Joan Patzke, Dick Patzke et Sherman Shoemaker. Ce monument fut dédicacé à nouveau en 1995 pour le cinquantième anniversaire de la tragédie, et on a planté alors six cerisiers offerts en signe de compassion par des Japonais qui avaient participé à la confection des ballons. Mme Mitchell est inhumée au cimetière d’Ocean View à Port Angeles, Washington.
Après la guerre, des ballons furent retrouvés de temps à autre : huit à la fin des années 1940, trois durant les années 1950 et deux durant les années 1960. En 1978, le support de sacs de lest, des mèches du mécanisme de relâche et des baromètres furent trouvés près de Agness en Oregon et sont exposés au musée d’histoire de Coos County. Le dernier ballon en état de marche fut découvert en Amérique du Nord en 1955, ses bombes encore armées après 10 ans de corrosion.